# Constant Feith
Constant Willem Feith (ur. 3 sierpnia 1884 w Hadze, zm. 15 września 1958 w Bennekom) – piłkarz holenderski grający na pozycji obrońcy. W swojej karierze rozegrał 8 meczów i strzelił 2 gole w reprezentacji Holandii.

## Kariera klubowa
Całą swoją karierę piłkarską Feith spędził w klubie HVV Den Haag. Zadebiutował w nim w 1903 roku i grał w nim do 1920 roku. W sezonach 1906/1907 i 1909/1910 wywalczył z HVV dwa tytuły mistrza Holandii.

## Kariera reprezentacyjna
W reprezentacji Holandii Feith zadebiutował 29 kwietnia 1906 roku w przegranym 0:5 meczu Coupe van den Abeele z Belgią, rozegranym w Antwerpii. W 1912 roku zdobył z Holandią brązowy medal na Igrzyskach Olimpijskich w Sztokholmie. Od 1906 do 1912 roku rozegrał w kadrze narodowej 8 meczów i zdobył 2 bramki.